# Comedy Match
Comedy Match è un programma televisivo italiano di genere comico, in onda dal 2024 sul Nove e condotto da Katia Follesa.
Le puntate sono stati rese disponibili una settimana prima della loro messa in onda su Discovery+.

## Edizioni
| Edizione | Anno | Conduzione    | Periodo        | Periodo        | Puntate |
| Edizione | Anno | Conduzione    | Inizio         | Fine           | Puntate |
| -------- | ---- | ------------- | -------------- | -------------- | ------- |
| 1ª       | 2024 | Katia Follesa | 25 aprile 2024 | 23 maggio 2024 | 5       |
| 2ª       | 2025 | Katia Follesa | 1 maggio 2025  | 5 giugno 2025  | 6       |